# Resolució 466 del Consell de Seguretat de les Nacions Unides
La Resolució 466 del Consell de Seguretat de les Nacions Unides, fou aprovada per unanimitat l'11 d'abril de 1980, després d'escoltar representacions de Zàmbia i recordant la 455 (1979), el Consell va condemnar els continus i provocats atacs contra Zàmbia per part de Sud-àfrica.
El Consell va continuar exigint la retirada de les forces sud-africanes del territori de Zàmbia i adverteix que el Consell prendrà mesures addicionals, inclòs el Capítol VII de la Carta de les Nacions Unides, si aquest no es compleix. També va felicitar a Zàmbia per la seva moderació durant els atacs.